# Programme EOLE
Pour les articles homonymes, voir Éole (homonymie).
Le programme EOLE est un programme météorologique expérimental développé en coopération par les agences spatiales française CNES et américaine NASA   utilisant à la fois des satellites et des ballons-sondes. Les données météorologiques fournies par 500 ballon-sondes dérivants dans le courant-jet de l'hémisphère sud à 12 000 mètres d'altitude ont été recueillies et transmises au sol par le satellite EOLE de septembre 1971 à juin 1972. Les résultats scientifiques se sont révélés beaucoup plus modestes que prévu mais le programme a servi de tremplin à la réalisation des systèmes de localisation et de collecte de données tels que Argos.

## Contexte

### Les ballons-sondes et le programme GHOST
L'utilisation de ballons-sondes à vol horizontal, dit plafonnants (c'est-à-dire restant à une altitude correspondant à une pression constante paramétrée à l'avance), pour mesurer in situ sur de longues périodes les caractéristiques de l'atmosphère débute dans les années 1950 aux États-Unis avec le programme Transosonde de la Marine de guerre américaine. Des vols de ballons de ce type, d'une durée de plusieurs jours, sont réalisés sur le territoire américain mais également depuis le Japon. Mais ce programme doit être interrompu car les ballons, qui se maintiennent à une altitude de 9 000 m environ et emportent une nacelle de 300 kg, constituent une menace croissante pour la circulation des avions civils qui désormais atteignent cette altitude avec des vols de plus en plus fréquents. La masse de la nacelle, à l'origine du risque pour les avions, découle de la présence d'un lest que ces ballons à pression ambiante sont obligés d'emporter pour compenser  le gaz perdu lors des changements de pression. Pour contourner ce problème des ingénieurs américains mettent au point un nouveau type de ballon caractérisé par son étanchéité. Ceux-ci permettent de concevoir des nacelles beaucoup plus légères et donc moins dangereuses pour la circulation aérienne. Réalisés avec une enveloppe en mylar, un matériau plastique inextensible, les ballons plafonnants sont gonflés avec de l'hélium à une pression qui permet de compenser la contraction du gaz durant la nuit. Le météorologue américain Vincent Lally (en) propose d'utiliser ces nouveaux ballons pour réaliser des  mesures in situ à l'échelle de la planète. Il reçoit l'appui de certains météorologues qui se sont lancés dans la  modélisation de la circulation générale de l'atmosphère terrestre avec l'objectif de mettre au point des systèmes de prévision météorologiques sur plusieurs semaines. Le programme GHOST (en) (Global Horizontal Sounding Technique) que Lally propose à la NASA et au  Service météorologique américaine prévoit le lancement de 2 000 ballons à différents niveaux de l'atmosphère renouvelés quotidiennement par l'envoi d'une trentaine de nouveaux ballons. Les capteurs et les cellules solaires doivent être répartis sur la surface du ballon, le rendant inoffensif pour la circulation aérienne. La collecte de données doit être effectuée par des satellites. Le centre de vol spatial Goddard de la NASA met au point à l'époque les équipements ILRS qui permettront d'émettre et de collecter les données des ballons sondes et de les localiser. Cet équipement doit être embarqué sur les satellites météorologiques Nimbus.

### Mesures météorologiques in situ et satellites de télédétection
Dans les années 1960 les premiers satellites météorologiques développés par l'agence spatiale américaine(TIROS...) sont mis en orbite. Il s'agit de satellites de télédétection c'est-à-dire qui utilisent des instruments (caméra, spectromètre...) qui évaluent à distance l'état de l'atmosphère. Les scientifiques à l'origine des instruments installés sur ces satellites estiment pouvoir surpasser, grâce à cette nouvelle technique, les méthodes de mesure traditionnelle (c'est-à-dire les relevés effectués in situ). Dans ce contexte le projet GHOST qui relève de cette dernière méthode ne reçoit pas le soutien espéré de l'agence spatiale américaine. Le professeur J.E. Blamont, responsable scientifique de l'agence spatiale française, le CNES, décide en 1962 de reprendre l'idée de Lally. Il parvient à convaincre les responsables du CNES de lancer le programme EOLE qui doit mettre en œuvre l'idée du météorologue américain. La NASA accepte de participer au programme car les ingénieurs français ont pu développer un transpondeur de moins de 2 kg conforme aux recommandations de l'Organisation de l'aviation civile internationale. EOLE est le deuxième programme spatial faisant l'objet d'une coopération franco-américaine. Dans les années 1960 un programme météorologique mondial très ambitieux, le Global Atmospheric Research Program (GARP), est lancé avec comme objectif de fournir des prévisions météorologiques à une ou deux semaines. Le programme EOLE est retenu par les responsables du programme comme projet pilote dans l'optique d'un déploiement généralisé en 1979.

## Développement du programme

### Conception et mise en œuvre des ballons

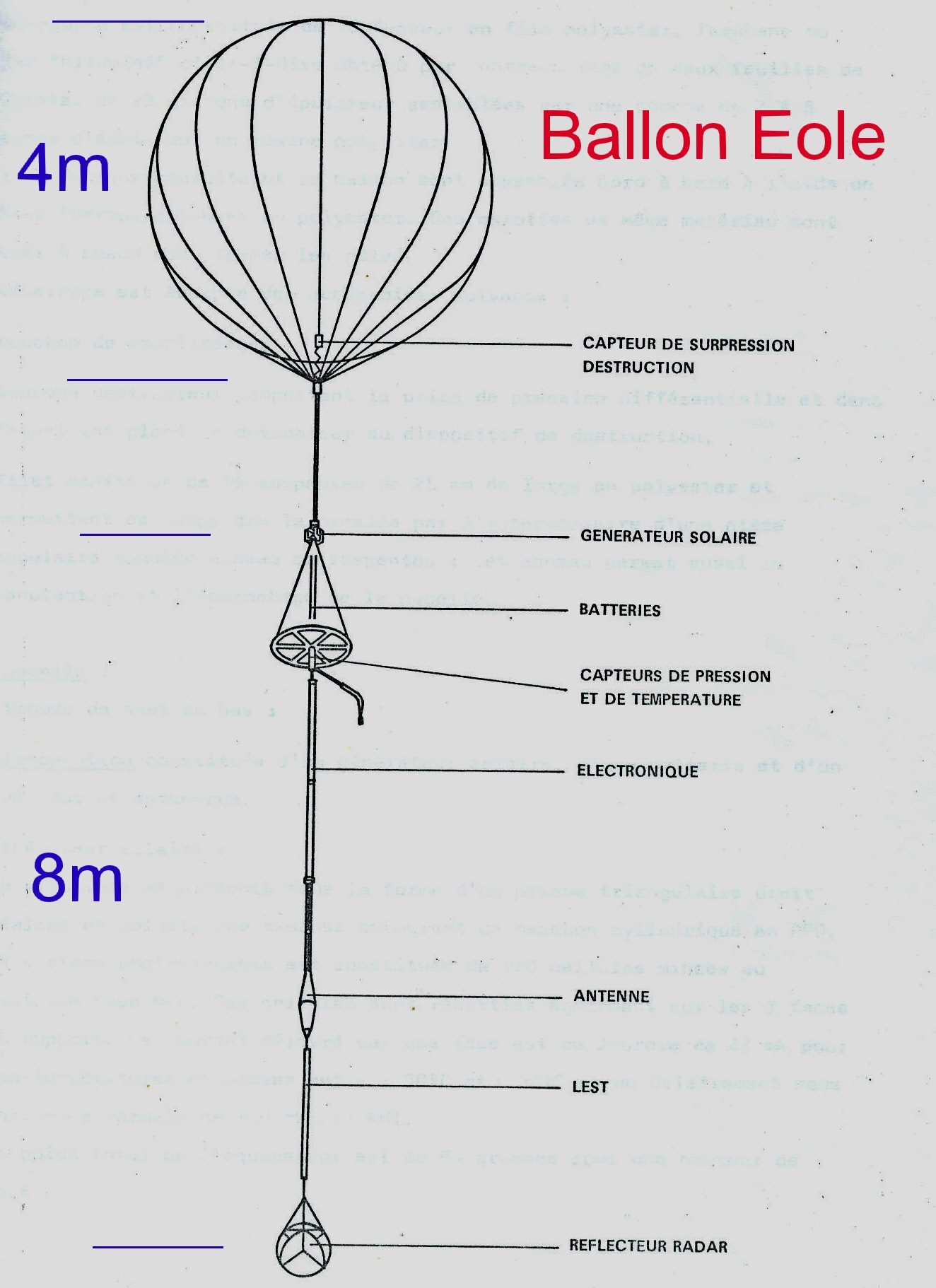
Schéma d'un ballon-sonde Eole

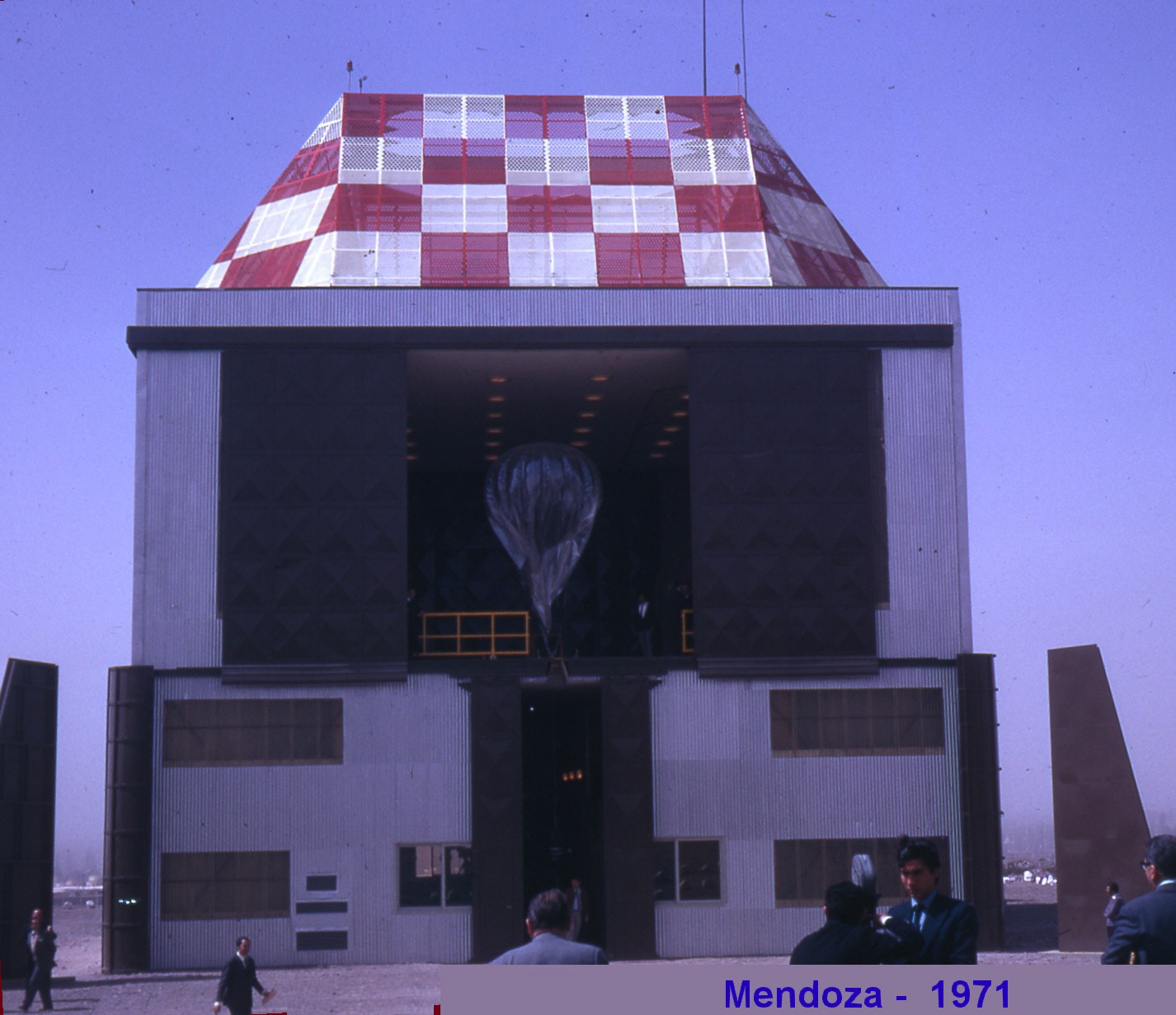
La station de Mendoza

À l'époque, le CNES n'a pas d'expérience dans la mise en œuvre des ballons plafonnants en mylar. Après avoir acquis matériel et conseils auprès de ses partenaires américains, l'agence spatiale française entreprend plusieurs campagnes de lancement pour parvenir à maîtriser l'utilisation de ces engins. Le matériau est fragile et les expérimentateurs découvrent que les ballons ne pourront stationner à l'altitude de 9 000 mètres, idéale sur le plan scientifique, car les conditions météorologiques sont trop violentes à ce niveau pour la survie des ballons. En conséquence le plafond des ballons  est relevé à 12 000 m ce qui diminue fortement le retour scientifique attendu. Les expérimentateurs du CNES découvrent également que les opérations de lancement nécessitent une infrastructure au sol importante. Pour limiter les interactions avec la circulation des avions, il a été décidé que le lancement des 1 000 ballons-sondes prévus par le programme se ferait dans l'hémisphère sud caractérisée par un trafic aérien limité. Malgré ce choix le CNES et les autorités américaines décident que la nacelle du ballon-sonde utilisée pour Eole devra démontrer que sa collision avec un avion de ligne n'entraine pas de dégât majeur sur celui-ci. Un test au canon à poulet est réalisé à 300 m/s (vitesse de croisière des avions à réaction à haute altitude). Malgré sa masse réduite à 2 kg, la nacelle échoue au test en fracassant le pare-brise de l'avion. Les ingénieurs français doivent revoir la conception de la nacelle en distribuant les équipements électroniques et les éléments de la batterie rechargeable sur une longueur de 2 mètres. Le cout du programme s'en trouve fortement relevé et le nombre de ballons est ramené à 500 alors que l'atteinte des objectifs scientifiques nécessite de disposer des relevés de 300 ballons sur une durée d'un mois. Le déploiement des 500 ballons-sondes nécessitent la création d'installations dédiées. Le CNES choisit de créer trois stations de lancement en Argentine : ce pays  présente en effet l'avantage de couvrir pratiquement toutes les latitudes l'hémisphère sud. Les trois stations sont échelonnées du nord au sud et positionnées à  Mendoza (33° sud), Neuquén (39° sud) et Lago Fagnano près Ushuaïa (56° sud).

### Segment spatial

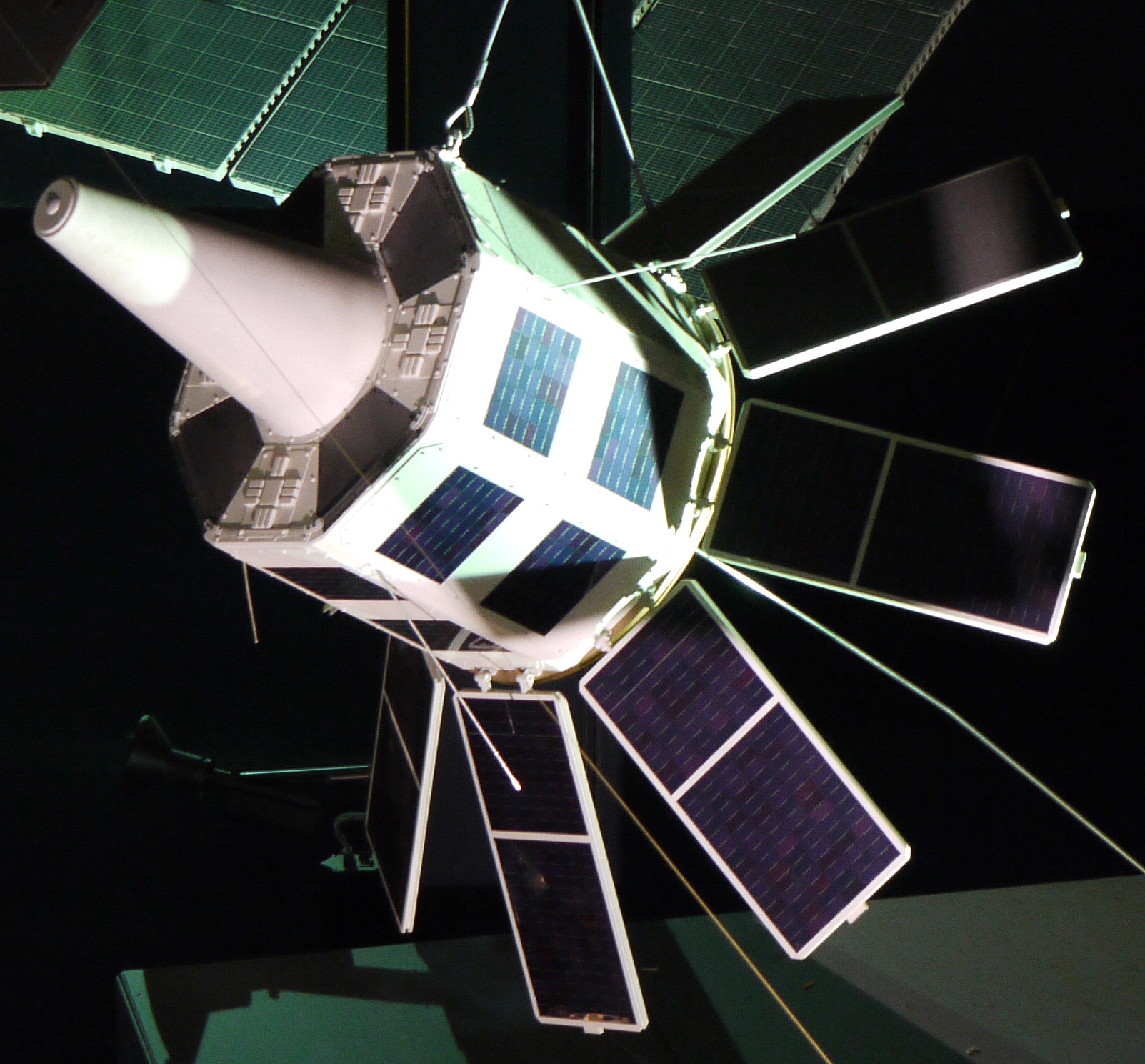
Maquette à l'échelle 1 de Eole

Dans la distribution des taches entre les agences spatiales américaine et française la réalisation du satellite EOLE, chargé de collecter les données des ballons sondes, est confiée au CNES. La NASA prend en charge le lancement. Le CNES décide de réaliser un prototype PEOLE, lancé 6 mois avant le satellite opérationnel, qui doit permettre de valider les différents équipements embarqués.

## Lancement et mise en œuvre
Le satellite prototype PEOLE est lancé le 12 décembre 1970 par une fusée Diamant depuis la base de Kourou. Les tests réalisés en orbite permettent de valider les principaux composants qui sont repris tels quels pour la conception du satellite EOLE. Celui-ci est lancé avec succès depuis Wallops Island le 16 août 1971 par une fusée Scout de la NASA . Les ballons  sont alors progressivement lâchés à compter de fin août à raison d'une dizaine par jour depuis les 3 sites argentins. Ces lancements s'achèvent en novembre. Les ballons étanches volent d'ouest en est à 200 hPa (12 000 mètres) et font le tour de la Terre en une dizaine de jours. Conformément à son programme, le satellite EOLE détecte la présence des nacelles à portée puis récupère les données météorologiques et les paramètres de position (distance et vitesse radiale apparente). Le 11 septembre une erreur d'un opérateur de la station terrestre des Îles Canaries déclenche l'ordre de destruction de 100 ballons réduisant à 380 le nombre de ballons-sondes utilisable ce qui limite encore la portée scientifique du programme. La durée de vie moyenne des ballons évaluée à 103 jours dépasse largement les espérances : 66 ballons survivent 6 mois et 14 plus d'un an.
Une fois l'expérience avec les ballons météorologiques achevée, le satellite est utilisé jusqu'en 1973 pour une série de tests sur des balises préparant le futur programme opérationnel Argos. C'est notamment la localisation de voiliers (Pen Duick IV), de navires (Le France), de véhicules sur route, de bouées dérivantes, d'icebergs, etc.

## Résultats scientifiques et techniques
Le concept sous-tendant le programme EOLE est  remis en question avant même le début des opérations : les impératifs de la sécurité aérienne et la fragilité des ballons-sondes dans les conditions régnant au niveau de pression le plus intéressant interdisent le déploiement généralisé prévu dans l'hémisphère nord prévu par le projet GARP. Le nombre de ballons fortement réduit par rapport à ce qui était prévu et l'absence d'étude approfondie sur la structure de l'atmosphère de l'hémisphère sud limitent fortement l'intérêt des données collectées dans le cadre du programme EOLE. Les seules informations exploitables sont les positions occupées par les ballons qui permettent d'évaluer la circulation horizontale de l'atmosphère. Ces mesures permettent de confirmer les théories de Charney et Leith sur les écoulements géophysiques à grande échelle. Le programme EOLE a néanmoins démontré l'intérêt et les performances du satellite pour  la localisation et la collecte des données recueillies par des stations automatisées mobiles ou fixes réparties à la surface de la Terre. EOLE a ainsi joué un rôle de précurseur pour le système franco-américain Argos.